# Torneo de clasificación intercontinental de voleibol en los Juegos Olímpicos de Río de Janeiro 2016
Torneo organizado por la Federación internacional de Voleibol (FIVB) y la federación puertorriqueña de voleibol que entrega 1 cupo para los Juegos Olímpicos de Río de Janeiro 2016. El torneo se llevó a cabo del 20 al 22 de mayo en la ciudad de San Juan (Puerto Rico).

## Formato de competición
El torneo cuenta 4 equipos ubicados en un grupo único , cada equipo se enfrenta a 3 rivales con un sistema de todos contra todos. El orden de los equipos en el grupo se determina de la siguiente manera:
- Número de partidos ganados y perdidos.
- Puntos obtenidos, los cuales son otorgados de la siguiente manera:
  - Partido con resultado final 3-0 o 3-1: 3 puntos al ganador y 0 puntos al perdedor.
  - Partido con resultado final 3-2: 2 puntos al ganador y 1 punto al perdedor.
- Proporción entre los sets ganados y los sets perdidos (Sets ratio).
- Proporción entre los puntos ganados y los puntos perdidos (Puntos ratio).
- Resultado del partido entre los equipos implicados.

### Equipos participantes
- Puerto Rico (local)
- Argelia
- Colombia
- Kenia

### Grupo único
| – | Clasificados al Torneo femenino de voleibol en los Juegos Olímpicos de Río de Janeiro 2016. |

|     |             | Partidos | Partidos | Partidos |     | Sets | Sets | Sets  | Puntos | Puntos | Puntos |
| Pos | Equipo      | PJ       | PG       | PP       | Pts | SG   | SP   | Ratio | PG     | PP     | Ratio  |
| --- | ----------- | -------- | -------- | -------- | --- | ---- | ---- | ----- | ------ | ------ | ------ |
| 1   | Puerto Rico | 1        | 1        | 0        | 3   | 3    | 0    | MAX   | 75     | 33     | 2.272  |
| 2   | Colombia    | 1        | 1        | 0        | 3   | 3    | 0    | MAX   | 75     | 42     | 1.785  |
| 3   | Kenia       | 1        | 0        | 1        | 0   | 0    | 3    | 0.000 | 42     | 75     | 0.560  |
| 4   | Argelia     | 1        | 0        | 1        | 0   | 0    | 3    | 0.000 | 33     | 75     | 0.440  |